# Río Turbio (vattendrag i Chile, Región de Coquimbo, lat -31,03, long -70,60)
Río Turbio är en flod  i Chile.   Den ligger i regionen Región de Coquimbo, i den centrala delen av landet, 270 km norr om huvudstaden Santiago de Chile.
Omgivningen kring Río Turbio är i huvudsak ett öppet busklandskap och området är  glesbefolkat, med 8 invånare per kvadratkilometer.